# 塘栖尾孢虫
塘栖尾孢虫（学名：Henneguya tangschensis）为尾孢科尾孢虫属的动物。在中国，分布于浙江等，营寄生生活，寄生在乌鳢的鳍、口腔、肠壁、鳃盖内壁。